# Eugenio Alafaci
Eugenio Alafaci (Carnago, Província de Varese, 9 d'agost de 1990) és un ciclista italià, professional des del 2012. Actualment corre a l'equip Trek-Segafredo.

## Palmarès en ruta
- 2010
  - 1r al Gran Premi Inda
- 2013
  - 1r a l'Omloop der Kempen

### Resultats al Giro d'Itàlia
- 2014. 151è de la classificació general
- 2015. 141è de la classificació general
- 2016. 105è de la classificació general
- 2017. 146è de la classificació general